# John Faso
John Faso (Long Island, 25 agosto 1952) è un politico statunitense, membro della Camera dei Rappresentanti per lo stato di New York dal 2017 al 2019.

## Biografia
Nato nel 1952, Faso è di origini italiane e irlandesi. Dopo la laurea in legge all'Università di Georgetown nel 1979, lavora per il governo a Washington. Nel 1983 si trasferisce nel nord dello stato di New York e nel 1987 viene eletto per la prima volta all'Assemblea generale di New York, dove rimane fino al 2002. Nel 2006 si candida a governatore di New York vincendo la nomination repubblicana ma perdendo poi contro il democratico Eliot Spitzer con solo il 29% dei voti contro il 69%, la sconfitta più grande per un candidato governatore di un partito maggiore dal 1777.
Nel 2016, si candida alla Camera dei Rappresentanti per il diciannovesimo distretto dello stato di New York vincendo prima le primarie repubblicane contro Andrew Heaney e poi le elezioni generali dell'8 novembre, sconfiggendo la democratica Zephyr Teachout e venendo eletto deputato.